# Пітер Утака
Пітер Утака (англ. Peter Utaka, нар. 12 лютого 1984, Енугу) — нігерійський футболіст, нападник клубу «Тотіґі Сіті».
Виступав, зокрема, за клуби «Вестерло» та «Оденсе», а також національну збірну Нігерії.

## Клубна кар'єра
Вихованець юнацьких команд футбольних клубів UNTH Нігерія, «Ісмайлі» та «Динамо» (Загреб).
Перший  контракт уклав 2003 року з командою «Патро Ейсден». 
Згодом з 2004 по 2008 рік грав у складі команд клубів «Вестерло» та «Антверпен» (на правах оренди).
Своєю грою за останню команду привернув увагу представників тренерського штабу клубу «Оденсе», до складу якого приєднався 2008 року. Відіграв за команду з Оденсе наступні чотири сезони своєї ігрової кар'єри. Більшість часу, проведеного у складі «Оденсе», був основним гравцем атакувальної ланки команди. У складі «Оденсе» був одним з головних бомбардирів команди, маючи середню результативність на рівні 0,48 голу за гру першості.
Протягом 2012—2017 років захищав кольори клубів «Далянь Аербін», «Бейцзін Гоань», «Шанхай Шеньсінь», «Сімідзу С-Палс» та «Санфречче Хіросіма».
До складу клубу «Токіо» на правах оренди приєднався 2017 року. Відтоді встиг відіграти за токійську команду 3 матчі в національному чемпіонаті.

## Виступи за збірну
2010 року дебютував в офіційних матчах у складі національної збірної Нігерії. Наразі провів у формі головної команди країни 7 матчів, забивши 3 голи.

## Титули і досягнення
- Володар Суперкубка Японії (1):

«Санфречче Хіросіма»: 2016
- Найкращий бомбардир Данської Суперліги (1):

«Оденсе»: 2009-10
- Найкращий бомбардир Джей-ліги (1):

«Санфречче Хіросіма»: 2016